# Kuroko
Kuroko (黒子, "criança negra"), ou kurogo, são ajudantes de peça no tradicional teatro do Japão, análogo aos contra-regras Eles movem cenários e qualquer objeto do estágio durante a peça, ajudando em trocas de cenários e figurinos. Eles também podem ter o papel de animais, partes de cenários, ou quaisquer outros papéis que não são interpretados por algum ator normalmente. Um kuroko veste-se todo de preto, da cabeça aos pés, com o objetivo de parecer invisíveis e não fazerem parte da ação do espetáculo.

## Exemplos na cultura popular
- O personagem Kuroko participa de alguns dos jogos de Samurai Shodown como juiz e em alguns jogos como oponente.
- O mesmo personagem faz parte de alguns cenários do jogo Power Instinct Matrimelee, sendo interagível na batalha, onde pode ser usado como defesa e como um projétil.
- O Personagem é usado também em Samurai Sentai Shinkenger como empregados domésticos do "Tono" (Senhor Feudal Dos Samurais) que também é interpretado Kadoya Tsukasa nos episódios 24 e 25 Em Kamen Rider Decade